# Безіменний (Якутія)
Безіменний (рос. Безымянный, якут. Безымяннай) — селище міського типу Алданського улусу, Республіки Саха Росії. Входить до складу Міського поселення Алдан.
Населення — ненаселене (2015 рік).